# (5356) 1991 FF1
(5356) 1991 FF1 (1991 FF1, 1976 SM7, 1978 EW7) — астероїд головного поясу, відкритий 21 березня 1991 року.
Тіссеранів параметр щодо Юпітера — 3,351.